# リマ郡
リマ郡（リマぐん、スペイン語：Provincia de Lima）は、ペルーの中央沿岸地方に位置し、国内にある25の県のいずれにも属さない唯一の郡である。
中心地は首都のリマ。
小さな地域であるにもかかわらず、この郡はペルー経済の主要な産業・経済活動の原動力となっている。 
国民のほぼ3分の1とGDPの多くがここに集中している。

## 隣接する地域
- 北：ワラル郡（英語版）
- 北東：カンタ郡（英語版）
- 東：ワロチリ郡
- 南：カニエテ郡（英語版） （以上の4つの郡はリマ県にある）
- 西：カヤオ特別郡と 太平洋

## 地区

リマ郡の地区

- リマ郡の地区（英語版）